# لعق معدني

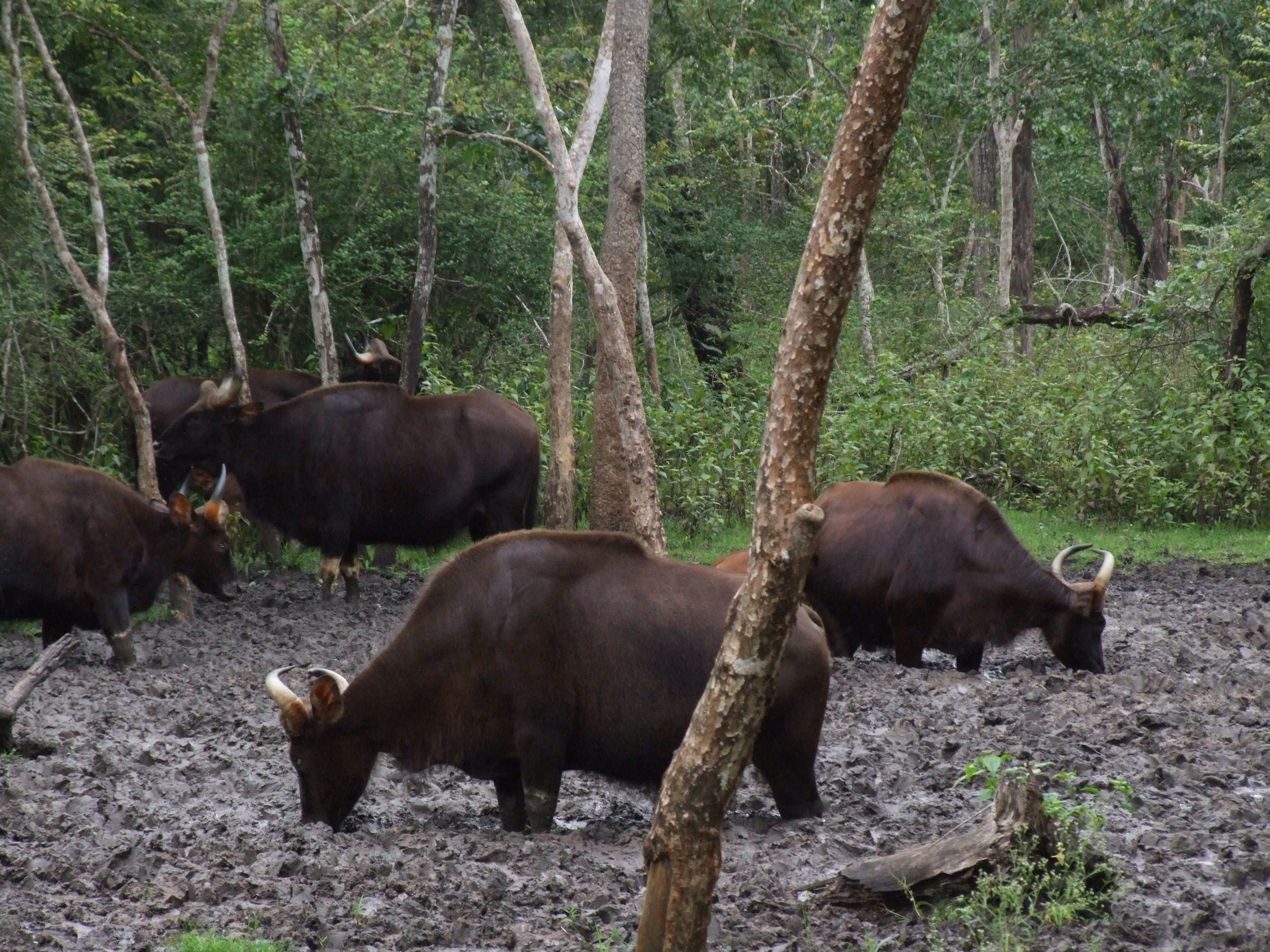
غور في منطقة لعق الملح الطبيعي

لعق معدني، المعروف أيضاً باسم لعقة الملح، هو المكان الذي يمكن للحيوانات أن تذهب فيه للعق العناصر المعدنية الغذائية الأساسية من رواسب الأملاح والمعادن الأخرى، يمكن أن تكون مناطق اللعق المعدني طبيعية أو اصطناعية، مثل: كتل الملح التي يضعها المزارعون في المراعي حتى تلعقها الماشية. مناطق اللعق الطبيعية شائعة، وهي توفر العناصر الأساسية، مثل: الفوسفور، والمعادن الحيوية، مثل: الصوديوم، والكالسيوم، والحديد، والزنك، والعناصر شحيحة، المطلوبة في فصل الربيع؛ لنمو العظام، والعضلات، وغيرها، وفي الآيل والحياة البرية الأخرى، مثل: الموظ، الأفيال، والتابير، والبقر، ومرموط خنزير الأرض، والخرفان، والسناجب الثعلبي، والماعز الجبلي، والنيص، ومثل مناطق اللعق لها أهمية خاصة في النظم البيئية التي تعاني من ضعف في التوفر العام للمغذيات، ويكشف الطقس القاسي عن رواسب معدنية مالحة، التي تجذب الحيوانات من على بعد أميال؛ للحصول على العناصر الغذائية اللازمة، ويُعتقد أن بعض الحيوانات يمكنها اكتشاف الكالسيوم في مناطق لعق الملح.

## نظرة عامة
تزور العديد من الحيوانات بانتظام مناطق اللعق المعدني؛ لاستهلاك الصلصال، فيكون مكمل لنظامها الغذائي مع العناصر الغذائية والمعادن، تحتاج بعض الحيوانات المعادن الموجودة في هذه المواقع ليس بغرض التغذية، ولكن لردع تأثيرات المركبات الثانوية المضمنة في خط الدفاع الأول في النباتات الذي يحميها من الحيوانات العشبية، تحتوي هذه المواقع عادةً على معادن، مثل: الكالسيوم، والمغنيسيوم، والكبريت، والفوسفور، والبوتاسيوم، والصوديوم، تلعب مواقع اللعق المعدنية دوراً مهماً في البيئة وتنوع الكائنات الحية التي تزور هذه المواقع، ولكن لا يزال هناك فَهمٌ قليل حول الفوائد الغذائية.
أصبحت المسارات التي صنعتها الحيوانات لمناطق اللعق المعدنية الطبيعية، وحُفر الري ممرات الصيد المفترسة، وقام الإنسان القديم باستخدمها للصيد، يُنظَر إلى أن مسارات الملح والمياه هذه أصبحت ممرات، ثم أصبحت لاحقاً طرقاً للإنسان القديم.
ومع ذلك فقد حددت العديد من الدراسات استخدامات وفوائد غذائية أخرى من المغذيات الدقيقة الأخرى الموجودة في هذه المواقع، بما في ذلك السيلينيوم، والكوبالت، و / أو الموليبدينوم، بالإضافة إلى استخدام مناطق اللعق المعدنية، تعاني العديد من الحيوانات من القتل على الطرقات؛ لأنها تتجمع لتلعق الأملاح المتراكمة على أسطح الطرق، وتستهلك الحيوانات أيضاً التربة (أكلت التراب)؛ للحصول على المعادن، مثل: الموظ الكندي تستخرج المعادن من حشوات جذور الأشجار المتساقطة.

## مناطق لعق الملح الاصطناعية
تُستخدم مناطق لعق الملح الاصطناعية في تربية الماشية؛ ولجذب الحياة البرية أو الحفاظ عليها، سواء كان ذلك لأغراض المشاهدة، أو التصوير الفوتوغرافي، أو الزراعة، أو الصيد، ويعد الاحتفاظ بمناطق لعف الملح الاصطناعية كشكل من أشكال الاصطياد أمراً غير قانوني في بعض الولايات في الولايات المتحدة، ولكنه قانوني في دول أخرى، قد يؤدي لعق الملح غير المقصود إلى التفاعل لغير مقصود بين الحياة البرية والإنسان.

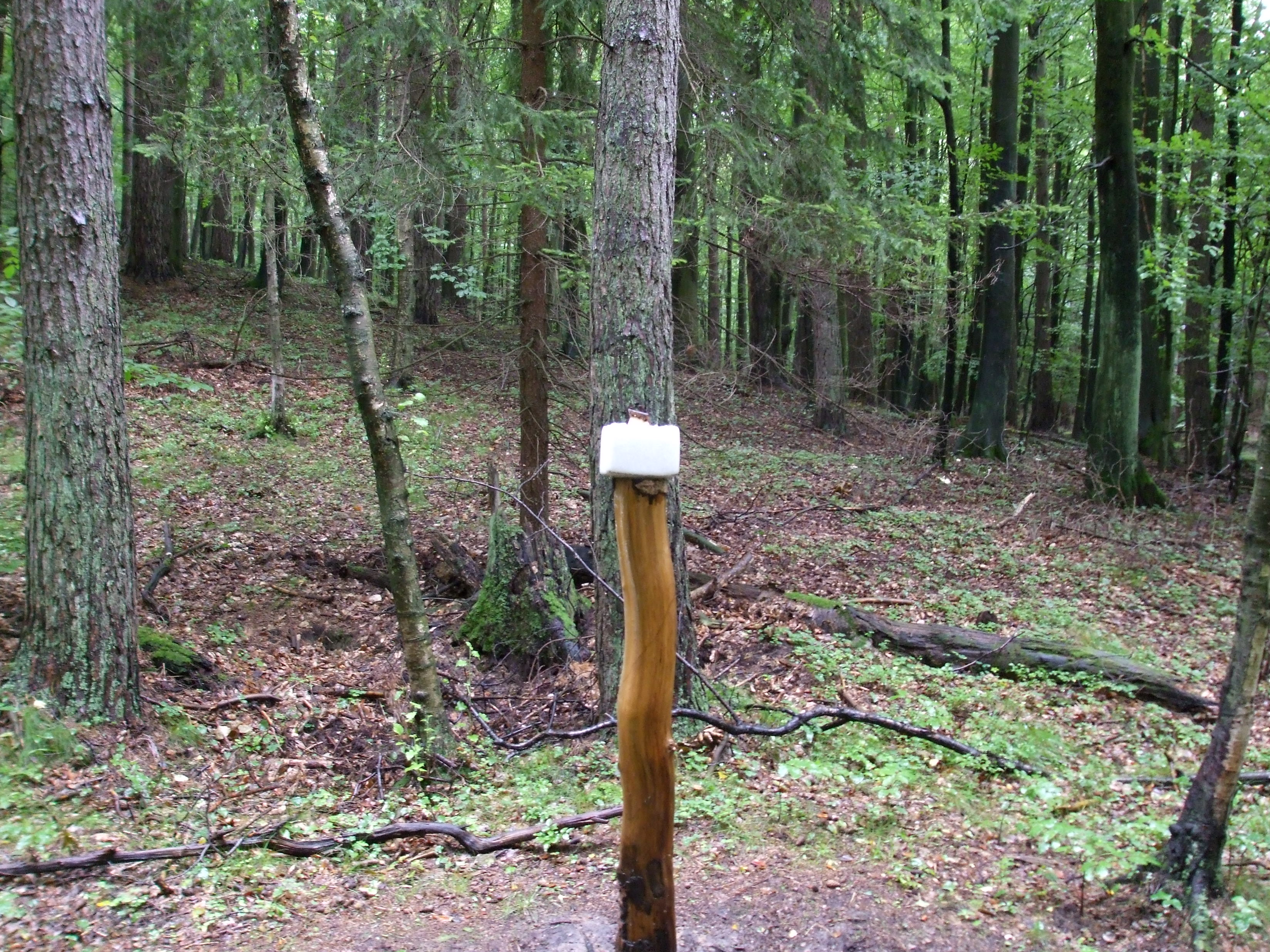
كتلة ملح مثبتة على عمود في سوبوت، بولندا
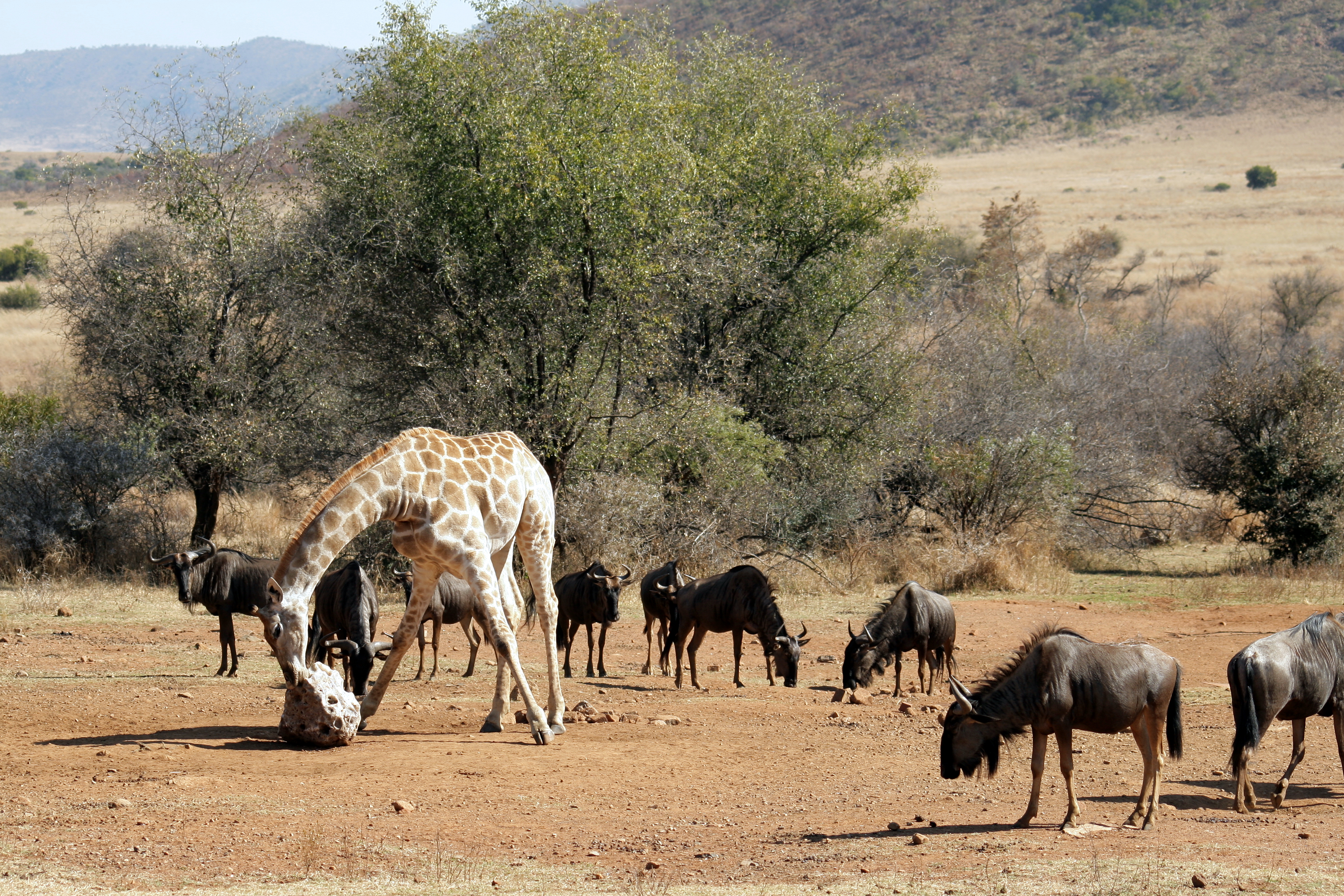
الزرافة ونو في مناطق لعق الملح الاصطناعي في محمية بيلانسبيرج جايم، جنوب أفريقيا

## التاريخ

### في الأمريكتين
راقب الشعوب الأصلية في الأمريكتين والصيادون مناطق لعق الملح لممارسة لعية الاصطياد، أصبح الكثيرون معروفين ، بما في ذلك بليدسو ليك في مقاطعة سومنر (تينيسي)، ذا بلو ليك في وسط كنتاكي، منطقة لعق الجاموس العظيم في كاناوها سالين، والتي حالياً مالدن (فيرجينيا الغربية)، وفرنتش ليك (إنديانا) في جنوب إنديانا، وبلاك ووتر ليك في بلاك ووتر،في مقاطعة لي، فس فيرجينيا.[هل المصدر موثوق به؟]

### الأساطير
في الأساطير الإسكندنافية قبل خلق العالم كانت البقرة أويثمبلا، هي التي من خلال لعقها لجليد الملح الكوني أعطت الشكل لبوري، سلف إيسر وجَد أودين، وفي اليوم الأول حيث أويثميلا ليك ظهر شَعر بوري من الجليد، وفي اليوم الثاني ظهر رأسه، وفي اليوم الثالث ظهر جسده.

## قراءات أخرى
- كورلانسكي، مارك (2002)، الملح: تاريخ العالم. (ردمك 0-8027-1373-4)